# 和田賢秀

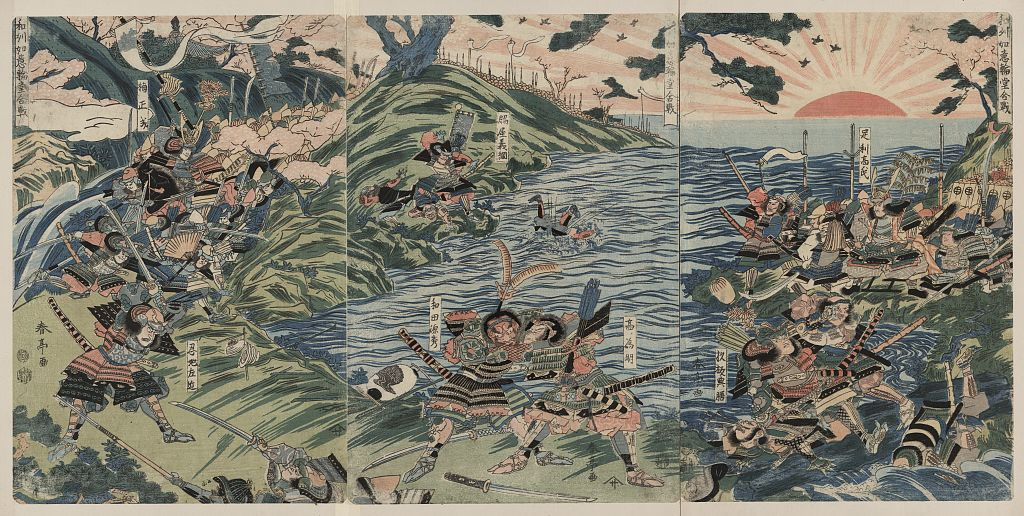
勝川春亭画「和州如意輪堂合戦」に描かれた和田源秀（中央左）。

和田 賢快（わだ けんかい）は、南北朝時代の武将。『太平記』では賢秀（けんしゅう）または源秀（げんしゅう）として登場する。

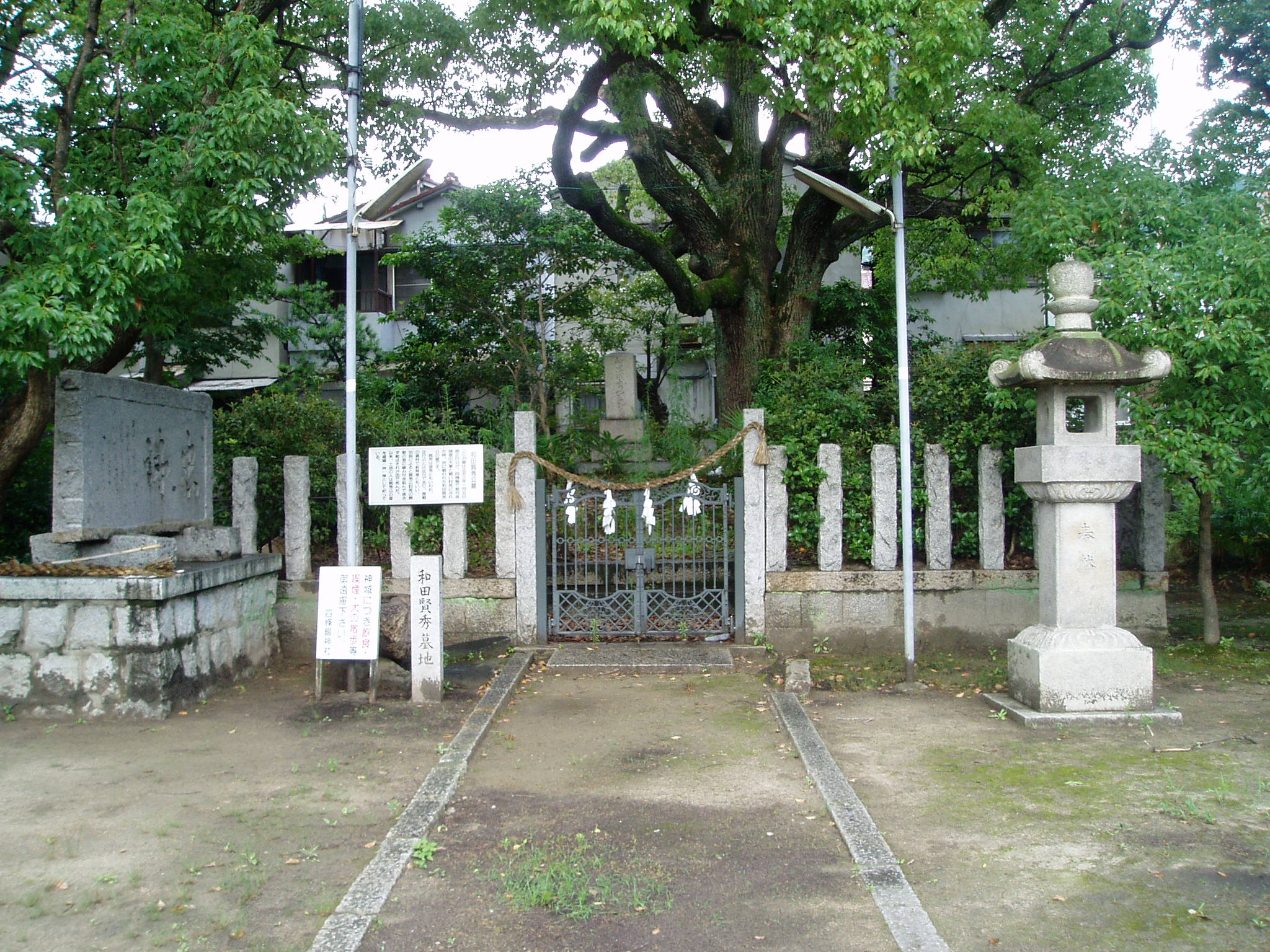
和田賢秀墓（四條畷神社管理下）

## 生涯
楠木正季の息子で、楠木正成の甥。湊川の戦いで伯父・父らが戦死した後、楠木一門の棟梁となった従兄弟の楠木正行に従い、共に勢力を回復していった。
楠木一族の中でも武勇の誉れ高く、正行に従い常に参戦している。正平2年（1347年）に紀伊国の隅田一族や河内国の細川顕氏、山名時氏を打ち破った。
正平3年（1348年）正月、四條畷の戦いで敗れ、正行らが自刃した後高師直の陣に潜入していたところをかつて味方であった湯浅本宮太郎左衛門に討たれた。
討死の際に敵将の首に噛み付き睨んで放さず、本宮太郎左衛門はそれが元で死んだとされており、土地の人々は賢秀の霊のことを歯噛様（はがみさま）、転じて歯神様として祭っている。
四條畷市の墓所石碑には、正面に『和田源秀戦死墓』と刻まれている。

## 墓所までの交通アクセス
大阪府四條畷市南野4丁目15-6

墓所の位置
北緯34度44分7.20秒 東経135度38分31.70秒 / 北緯34.7353333度 東経135.6421389度
- JR西日本片町線（学研都市線） 四条畷駅から、近鉄バス・ 京阪バス・ 四條畷市コミュニティバス 乗車、塚脇バス停下車すぐ。